# Clubs Are Trump
Pour plus de détails, voir Fiche technique et Distribution.
Clubs Are Trump est un film américain de Hal Roach, sorti en 1917.

## Fiche technique
- Titre : Clubs Are Trump
- Réalisation : Hal Roach
- Scénario : H.M. Walker
- Production : Hal Roach
- Pays d'origine : États-Unis
- Format : Noir et blanc - 1,33:1 - Film muet
- Genre : comédie, court métrage
- Date de sortie : 1917

## Distribution
- Harold Lloyd : Lonesome Luke
- Snub Pollard
- Bebe Daniels
- Gilbert Pratt
- Fred C. Newmeyer
- Billy Fay
- Bud Jamison
- Charles Stevenson
- Sammy Brooks
- David Voorhees
- Virginia Baynes
- Ruth Rowan
- Grace McLernon
- Ruth Churchill